# Kani Masataka
Masataka Kani (可児 壮隆 (Khả Nhi Tráng Long) Kani Masataka, sinh ngày 18 tháng 4 năm 1991 ở Yokohama, Kanagawa, Nhật Bản)  là một cầu thủ bóng đá người Nhật Bản của Gainare Tottori.

## Thống kê sự nghiệp câu lạc bộ
Cập nhật đến ngày 22 tháng 2 năm 2018.
| 2014 | Kawasaki Frontale | J1 League | 0  | 0 | 2 | 0 | 0 | 0 | 2  | 0 |
| 2015 | Shonan Bellmare   | J1 League | 9  | 0 | 1 | 0 | 5 | 0 | 15 | 0 |
| 2016 | Zweigen Kanazawa  | J2 League | 13 | 0 | 1 | 0 | – | – | 14 | 0 |
| 2017 | FC Imabari        | JFL       | 17 | 2 | 2 | 0 | – | – | 19 | 2 |
| Tổng | Tổng              | Tổng      | 39 | 2 | 6 | 0 | 5 | 0 | 50 | 2 |